# Note scolaire
 (août 2011).
Si vous disposez d'ouvrages ou d'articles de référence ou si vous connaissez des sites web de qualité traitant du thème abordé ici, merci de compléter l'article en donnant les références utiles à sa vérifiabilité et en les liant à la section « Notes et références ».
Une note scolaire est une évaluation des travaux effectués par un élève. Une note peut être :
- un nombre : sur une échelle de 20 en France, au Sénégal, en Algérie et en Tunisie, sur 10 en Belgique, sur 6 en Suisse, sur 100 en Amérique… ;
- une lettre : de A à F aux États-Unis ou au Canada, de A à NA dans quelques pays ;
- un commentaire : faible, mauvais, passable, suffisant, assez bien, bien, très bien, excellent, satisfaisant.

## Moyenne générale
Dans certaines écoles, on calcule les moyennes de l'ensemble des notes obtenues dans chaque matière par un élève ; celles-ci seront ensuite inscrites sur un bulletin scolaire. La moyenne de toutes les matières est appelée la moyenne générale. La moyenne générale détermine souvent si l'élève est promu ou non, à partir d'un certain seuil.
Pour calculer la moyenne des notes, il faut additionner toutes les notes puis diviser le résultat par le nombre de notes. Exemple : pour trois notes : 20 / 20, 12 / 20 et 10 / 20, il faut d'abord additionner les trois notes (20 + 12 + 10), ce qui donne 42. Il faut ensuite diviser ce résultat (ici 42) par le nombre de notes (ici, il y en a 3), 42 ÷ 3 = 14. La moyenne de ces 3 notes est donc de 14 / 20.
Les notes peuvent parfois avoir des coefficients (ou poids) différents selon leur importance. Il faut alors calculer une moyenne pondérée.

## Débats
Le travail scolaire repose sur des systèmes d'évaluation, le plus souvent mesurés par des notes. Le travail non noté et ses possibilités reste minoritaire, même s'il a été employé par de nombreux pédagogues. Pour remplacer les notes, les professeurs utilisent des livrets d'apprentissages (ou de compétences), des ceintures, ou une simple feuille libre listant les acquisitions de chaque élève.
En effet, les notes font l'objet de vifs débats sur plusieurs aspects.